# Никольский сельсовет (Липецкая область)
Никольский сельсове́т — сельское поселение в Усманском районе Липецкой области. 
Административный центр — село Никольское.

## История
В соответствии с законами Липецкой области №114-оз от 02.07.2004 и №126-оз от 23.09.2004 сельсовет наделён статусом сельского поселения, установлены границы муниципального образования.

## Население
| 2010  | 2012  | 2013  | 2014  | 2015  | 2016  | 2017  |
| ----- | ----- | ----- | ----- | ----- | ----- | ----- |
| 2118  | ↗2130 | ↗2142 | ↘2134 | ↗2156 | ↗2189 | ↘2188 |
| 2018  | 2021  |       |       |       |       |       |
| ↗2206 | ↘2166 |       |       |       |       |       |

## Состав сельского поселения
| № | Населённый пункт | Тип населённого пункта       | Население |
| - | ---------------- | ---------------------------- | --------- |
| 1 | Московка         | деревня                      | →97       |
| 2 | Никольское       | село, административный центр | →1988     |
| 3 | Элеватор         | посёлок                      | →33       |